# Rząd Friedricha Merza
Rząd Friedricha Merza (niem. Kabinett Merz) – rząd federalny Niemiec funkcjonujący od 6 maja 2025. Gabinet zastąpił rząd Olafa Scholza. Został utworzony przez Unię Chrześcijańsko-Demokratyczną (CDU) i Unię Chrześcijańsko-Społeczną (CSU) oraz Socjaldemokratyczną Partią Niemiec (SPD). 
Powstał po przedterminowych wyborach parlamentarnych w Niemczech z lutego 2025, w których chadecy uzyskali największą reprezentację w Bundestagu. CDU i CSU podjęły rozmowy koalicyjne z SPD celem utworzenia tzw. wielkiej koalicji i powołania rządu z jej przedstawicielem Friedrichem Merzem jako kanclerzem. W kwietniu 2025 przedstawiono umowę koalicyjną, która następnie została zatwierdzona przez trzy ugruowania.
6 maja 2025 w pierwszym głosowaniu Bundestag nie zatwierdził jednak nominacji Friedricha Merza na kanclerza (lider CDU otrzymał 310 głosów przy wymaganej większości 316 głosów). Jeszcze tego samego dnia doszło do drugiego głosowania – uzyskał wówczas wystarczające poparcie niższej izby federalnego parlamentu z wynikiem 325 głosów „za” (przy 289 głosach „przeciw”, 1 wstrzymującym się i 3 nieważnych). Następnie nowy kanclerz i pozostali członkowie jego gabinetu zostali zaprzysiężeni, rozpoczynając tym samym urzędowanie.

## Skład rządu
| Imię i nazwisko      | Funkcja                                                                   | Partia | Partia                             | Czas pełnienia funkcji | Czas pełnienia funkcji |
| Imię i nazwisko      | Funkcja                                                                   | Partia | Partia                             | Od                     | Do                     |
| -------------------- | ------------------------------------------------------------------------- | ------ | ---------------------------------- | ---------------------- | ---------------------- |
| Friedrich Merz       | Kanclerz federalny                                                        |        | Unia Chrześcijańsko-Demokratyczna  | 6 maja 2025(dts)       |                        |
| Lars Klingbeil       | Wicekanclerz                                                              |        | Socjaldemokratyczna Partia Niemiec | 6 maja 2025(dts)       |                        |
| Lars Klingbeil       | Minister finansów                                                         |        | Socjaldemokratyczna Partia Niemiec | 6 maja 2025(dts)       |                        |
| Alexander Dobrindt   | Minister spraw wewnętrznych                                               |        | Unia Chrześcijańsko-Społeczna      | 6 maja 2025(dts)       |                        |
| Katherina Reiche     | Minister gospodarki i energii                                             |        | Unia Chrześcijańsko-Demokratyczna  | 6 maja 2025(dts)       |                        |
| Johann Wadephul      | Minister spraw zagranicznych                                              |        | Unia Chrześcijańsko-Demokratyczna  | 6 maja 2025(dts)       |                        |
| Stefanie Hubig       | Minister sprawiedliwości i ochrony konsumentów                            |        | Socjaldemokratyczna Partia Niemiec | 6 maja 2025(dts)       |                        |
| Boris Pistorius      | Minister obrony                                                           |        | Socjaldemokratyczna Partia Niemiec | 6 maja 2025(dts)       |                        |
| Bärbel Bas           | Minister pracy i spraw społecznych                                        |        | Socjaldemokratyczna Partia Niemiec | 6 maja 2025(dts)       |                        |
| Alois Rainer         | Minister rolnictwa, polityki żywnościowej i ojczyzny                      |        | Unia Chrześcijańsko-Społeczna      | 6 maja 2025(dts)       |                        |
| Karin Prien          | Minister ds. edukacji, rodziny, osób starszych, kobiet i młodzieży        |        | Unia Chrześcijańsko-Demokratyczna  | 6 maja 2025(dts)       |                        |
| Nina Warken          | Minister zdrowia                                                          |        | Unia Chrześcijańsko-Demokratyczna  | 6 maja 2025(dts)       |                        |
| Patrick Schnieder    | Minister transportu                                                       |        | Unia Chrześcijańsko-Demokratyczna  | 6 maja 2025(dts)       |                        |
| Carsten Schneider    | Minister środowiska, ochrony klimatu, przyrody i bezpieczeństwa jądrowego |        | Socjaldemokratyczna Partia Niemiec | 6 maja 2025(dts)       |                        |
| Karsten Wildberger   | Minister cyfryzacji i modernizacji państwa                                |        | Unia Chrześcijańsko-Demokratyczna  | 6 maja 2025(dts)       |                        |
| Dorothee Bär         | Minister badań naukowych, technologii i przestrzeni kosmicznej            |        | Unia Chrześcijańsko-Społeczna      | 6 maja 2025(dts)       |                        |
| Reem Alabali-Radovan | Minister ds. współpracy gospodarczej i rozwoju                            |        | Socjaldemokratyczna Partia Niemiec | 6 maja 2025(dts)       |                        |
| Verena Hubertz       | Minister mieszkalnictwa, rozwoju miast i budownictwa                      |        | Socjaldemokratyczna Partia Niemiec | 6 maja 2025(dts)       |                        |
| Thorsten Frei        | Minister do zadań specjalnych                                             |        | Unia Chrześcijańsko-Demokratyczna  | 6 maja 2025(dts)       |                        |
| Thorsten Frei        | Szef Urzędu Kanclerza Federalnego                                         |        | Unia Chrześcijańsko-Demokratyczna  | 6 maja 2025(dts)       |                        |